# Gåtan Christer Pettersson
Gåtan Christer Pettersson är dokumentär gjord av TV4 som visar Christer Petterssons liv. Dokumentären är gjord av Karin Swärd och Kajsa Stål.